# Волонтир Маргарита Михайлівна
Маргарита Михайлівна Волонтир (нар. 8 листопада 1954, село Лавки Мукачівського району Закарпатської області) — українська радянська діячка, новатор виробництва, в'язальниця фабрики верхнього трикотажу Мукачівського виробничого трикотажного об'єднання Закарпатської області. Депутат Верховної Ради УРСР 10-го скликання.

## Біографія
Народилася в селянській родині. Закінчила Мукачівську середню школу № 5 Закарпатської області. Член ВЛКСМ.
З 1972 року — в'язальниця фабрики верхнього трикотажу Мукачівського виробничого трикотажного об'єднання Закарпатської області. Новатор виробництва, багатоверстатниця.
Потім — на пенсії у місті Мукачево Закарпатської області.